# 美國亞洲艦隊
美國亞洲艦隊是20世紀上半葉大部分時間美國海軍的一支艦隊。該艦隊二戰前在菲律賓群島巡邏，直到1942年2月，大部分艦隊被日本摧毀，之後它被解散，殘部併入西南太平洋戰區盟軍總司令的海軍，最終成為第七艦隊。
其前身亞洲分艦隊於1902年升級為艦隊而成為亞洲艦隊。1907年初，該艦隊降級成為美國太平洋艦隊的第一分艦隊。1910年1月28日，它再次升級為亞洲艦隊，總部設在菲律賓，在組織上獨立於總部設在美國西海岸（1940年移到夏威夷領地的珍珠港）的太平洋艦隊。
儘管該艦隊比美國海軍其他艦隊小得多，而且比任何海軍的艦隊小得多，但從1916年開始，該艦隊由當時美國海軍僅有的四位四星上將之一指揮。這反映了亞洲艦隊總司令職位的威望，在美國對華事務方面，他通常比美國駐華公使或後來的美國駐華大使更有權力和影響力。
1921年8月5日，在威廉·H·G·布拉德少將的領導下組建揚子江巡邏隊，隸屬於亞洲艦隊。

## 任務

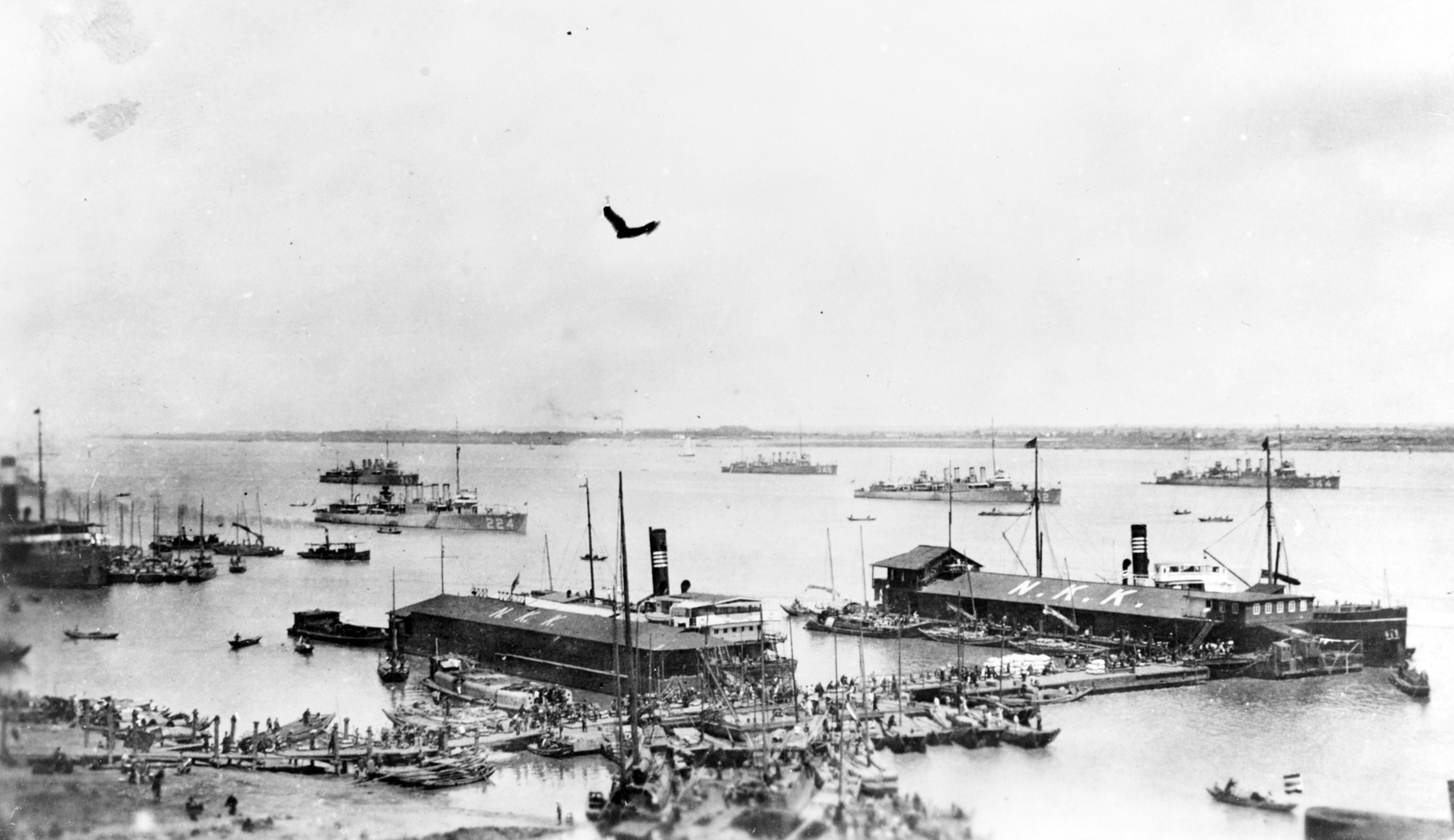
在漢口的驅逐艦

1920和1930年代，亞洲艦隊的首要任務是準備與日本進行大規模海戰。次要任務是保護和促進美國在中國的利益。但若執行首要任務，由於亞洲艦隊的實力與日軍相差太大——僅有一艘巡洋艦，一個驅逐艦與潛艦艦隊，六艘左右長江砲艦——橘色戰爭計畫在戰時「堅守菲律賓六個月，等待美國本土艦隊增援」不切實際。陸軍和海軍聯合委員會的海軍委員哈里•E•亞內爾上校於1919年指出亞洲艦隊的實力不足以達成首要任務，陸軍戰爭計劃部和海軍戰爭學院也同意亞內爾的觀點，但是1928年海軍部長與戰爭部長還是正式批准了橘色戰爭計畫。

## 抗日戰爭
1937年南京保衛戰時，屬於揚子江巡邏隊的帕奈號炮艦被日軍炸沉，日方辯稱日軍轟炸時沒有看到帕奈號上的美國國旗。日本政府正式道歉，並且立即支付了賠償金。
日本偷襲珍珠港前，亞洲艦隊奉命將在中國的艦艇轉移到菲律賓，在中國只剩下兩艘炮艦：土土伊拉號與威克號。太平洋戰爭爆發後，美國依租借法案將在重慶的土土伊拉號交給中國，在上海的威克號被日軍俘獲。